# Аркадіо Лопес
Аркадіо Хуліо Лопес (ісп. Arcadio Julio López, 15 вересня 1910, Буенос-Айрес — дата смерті невідома) — аргентинський футболіст, що грав на позиції півзахисника, зокрема, за клуби «Ланус» та «Бока Хуніорс», а також національну збірну Аргентини.

## Клубна кар'єра
У футболі дебютував 1928 року виступами за «Спортіво» (Буенос-Айрес), в якій провів три сезони, взявши участь у 20 матчах чемпіонату. 
Своєю грою за цю команду привернув увагу представників тренерського штабу клубу «Ланус», до складу якого приєднався 1931 року. Відіграв за команду з Лануса наступні три сезони своєї ігрової кар'єри.
Згодом з 1935 по 1938 рік грав у складі «Феррокаріль Оесте» та «Фламенго».
1938 року уклав контракт з «Бока Хуніорс», у складі якого провів наступні чотири роки своєї кар'єри гравця. 
Завершив професійну ігрову кар'єру у клубі «Ланус», у складі якого вже виступав раніше. Прийшов до команди 1942 року, захищав її кольори до припинення виступів на професійному рівні у 1942.
| Дата       | Місто          | Господарі | Результат | Гості     | Турнір           | Голи | Примітки |
| ---------- | -------------- | --------- | --------- | --------- | ---------------- | ---- | -------- |
| 04/07/1931 | Буенос-Айрес   | Аргентина | 1 – 1     | Парагвай  | товариський матч | -    |          |
| 09/07/1931 | Буенос-Айрес   | Аргентина | 3 – 1     | Парагвай  | товариський матч | -    |          |
| 27/05/1934 | Болонья        | Швеція    | 3 – 2     | Аргентина | ЧС-1934          | -    |          |
| 09/08/1936 | Буенос-Айрес   | Аргентина | 1 – 0     | Уругвай   | товариський матч | -    |          |
| 15/01/1939 | Ріо де Жанейро | Бразилія  | 1 – 5     | Аргентина | товариський матч | -    |          |
| 22/01/1939 | Ріо де Жанейро | Бразилія  | 3 – 2     | Аргентина | товариський матч | -    |          |
| Усього     |                | Матчів    | 6         |           | Голів            | 0    |          |